# Pálffy János (nádor)
Erdődi gróf Pálffy János (teljes nevén Pálffy János Bernard István; Vöröskő vára, Habsburg Birodalom, 1664. augusztus 20. – Pozsony, Habsburg Birodalom, 1751. március 24.) a magyar arisztokrata Pálffy családból való magyar császári tábornagy, a pozsonyi vár örökös kapitánya, Sáros vármegye főispánja, előbb a Magyar Királyság országbírája 1731 és 1741 között, majd annak nádora Mária Terézia királynő uralkodása alatt 1741-től 1751-es haláláig. A korábbi gróf Pálffy Miklós nádor testvére.
A Szent Liga háborúja során harcolt többek között a Bécset visszafoglaló 1683-as kahlenbergi csatában, az Esztergomot visszaszerző párkányi csatában, Buda 1684-es ostrománál, majd annak 1686-os visszafoglalásánál, továbbá részt vett a spanyol örökösödési háborúban, a Rákóczi-szabadságharcban, az 1735 és 1739 között zajló orosz–osztrák–török háborúban, valamint az osztrák örökösödési háborúban is a Habsburg-ház oldalán. Az Aranygyapjas rend lovagja.

## Élete
A magyar főnemesi származású gróf erdődi Pálffy családban született. Édesapja gróf erdődi Pálffy (IV.) Miklós (1619–1679) koronaőr, Főajtónálló, Pohárnokmester, Pozsony vármegye főispánja, nagybirtokos volt. Édesanyja gróf Mária Eleonóra von Harrach zu Rohrau (1634–1693) befolyásos osztrák főúri családból származott. Az apai nagyszülei gróf erdődi Pálffy István (1585–1646), Pozsony vármegye főispánja, Pozsonyi, érsekújvári és bányavidéki főkapitány, koronaőr, földbirtokos és Eva Susanne Puchhaim von Göllersdorf (†1640) voltak. Az anyai nagyszülei gróf Karl Leonhard von Harrach zu Rohrau (1594–1645) és gróf Maria Franziska von Eggenberg (1607–1679) voltak. Öten voltak testvérek (2 lány, 3 fiú). János, Miklós öccseként és Ferenc ezredes bátyjaként látta meg a napvilágot a mai Szlovákia területén fekvő Cseszte feletti Vöröskő várában.
Tanulmányait Magyarországon kezdte, majd Bécsben (1677–1679) és Parmában (1679–1681) végezte. 1681-ben katonai pályára lépett. Előbb mint önkéntes szolgált a neuburgi, majd az isenburgi német gyalogezredben, majd a Pálffy-ezredbe ment át zászlótartónak. Itt szolgált 1688-ig, unokabátyja, Pálffy János Károly (1645–1694) vértes ezredében. Az ezred 1683-ban részt vett Érsekújvár ostromkísérletében, majd Bécs védelmében, ahol Pálffy meg is sebesült és minden valószínűség szerint itt ismerkedett meg Savoyai Jenő herceggel. Ugyanebben az évben jelen volt a párkányi és az esztergomi csatában, ahol a törökök katasztrofális vereséget szenvedtek, valamint a város visszafoglalásánál is vitézül megállta a helyét. 1684-ben Visegrád bevétele, a váci csata és az akkor még Budát sikertelenül ostromló ezred résztvevője volt, amelynek kapitánya lett. 1685-ben ott volt Érsekújvár bevételénél, Thököly csapatai ellen harcolt. 1686-ban részt vett  Buda várának visszafoglalásában, Lotaringiai Károly és Miksa Emánuel bajor választófejedelem parancsnoksága és Badeni Lajos őrgróf vezetése alatt Pécs visszafoglalásánál, és a nagyharsányi (második mohácsi) csatában.
1687. október 4-én feleségül vette a nála négy évvel fiatalabb gróf czoborszentmihályi Czobor Teréziát (1669–Pozsony, 1733. október 3.), gróf czoborszentmihályi Czobor Ádám tábornok és gróf monyorókeréki és monoszlói Erdődy Borbála lányát. Czobor Terézia grófnőnek az anyai nagyszülei gróf Czobor Gábor (1615–1650), ajtónállómester, földbirtokos és báró várkonyi Amade Judit voltak. Pálffy János gróf és Czobor Terézia grófnő frigyéből nyolc gyermek született. Ezt követően az apósa által 1688-ban szervezett két huszárezred egyikének alezredese, majd 1691-ben – Czobor halála után – ezredparancsnokaként folytatta katonai pályáját. 1688-tól öt éven át Dél-Magyarországon és a Balkán harcterein szolgált: Belgrád bevételénél a bajor választófejedelem Lotaringiai Károly herceg főhadvezér hadsegéde lett 1688-ban, majd Boszniában, Szerbiában és 1689-ben Niš elfoglalásánál tevékenykedett. Egynéhány évvel később a Temesközben, a szalánkeméni csatában és Belgrád sikertelen ostrománál harcolt. A hosszú diadalút meghozta gyümölcsét: 1693. április 3-án vezérőrnaggyá léptették elő.
Azon év október 15-én Herrenbergnél párbajt vívott János Frigyes württenbergi herceggel. A herceg mint kihívó lőhetett először. Golyója csupán Pálffy kalapját lyukasztotta át, a vezérőrnagy válaszlövése megölte János Frigyest. Pálffy János a párbaj után Lengyelországba menekült. Nagy befolyású családja azonban csakhamar kieszközölte számára a kegyelmet, amit előmozdított az is, hogy a XIV. Lajos indította hadjáratok következtében, a hadsereg nem nélkülözhette. Lengyelországból visszatérve, a franciák ellen  harcoló rajnai hadsereghez rendelték, hol 1700. január 26-án altábornagy lett és addigi huszárezrede helyett vasas-ezredet kapott.
1701 tavaszán a spanyol örökösödési háború észak-itáliai hadműveleteiben vett részt. A herceg 1702 májusában Bécsbe küldte, hogy az Udvari Haditanács (Hofkriegsrath)támogassa a hadjáratot. Az akkor még trónörökös  kérésére nyáron a rajnai frontra helyezték át.
Pálffy még a franciák ellen küzdött, amikor 1703 nyarán  Magyarországon kitört a Rákóczi-szabadságharc. A felkelés első sikereinek hatása alatt, II. Rákóczi Ferenc győztes zászlói már Bécs közelében lobogtak. A bécsi  Udvari Haditanács sietve hívta vissza Pálffyt, akit Lipót 1704. január 15-én horvát bánnak nevezett ki. Első feladatául azt tűzték ki, hogy a Dráván túli  országrészekből hadat toborozzon, s azokkal az Ausztriából előnyomuló Sigbert Heister fővezért támogassa.
Pálffy 1704 tavaszán a Dráva mellékéről előnyomulva, egy időre kiszorította ugyan Károlyi Sándor hadait a Dunántúlról, de a kuruc fegyverek további sikereit meggátolni már nem tudta. Ebben az évben (május 5-én) lovassági tábornok lett. Eközben a kuruc támadások szakadatlanul folytak.
1705 nyarán Ludwig von Herbeville grófot nevezték ki fővezérré, aki a gidrafai (pudmerici) győzelem után Budának tartott, az ausztriai határszéleket pedig Pálffy őrizetére bízta.
Ezalatt azonban Ocskay László kuruc brigadéros Morvába és Ausztriába tört be, s onnan visszatérve, Vöröskő várát fogta ostrom alá. A kurucok első támadása némi sikerrel járt, amennyiben a vár két külső udvarát hatalmukba kerítették; de Pálffy csakhamar értesült ősi várának szorongatott helyzetéről, felmentésére sietett, mire Ocskay, nehogy két tűz közé szoruljon, az ostrommal felhagyott.
Pálffyt ezután a Dunántúlra rendelték, hol Sopronnál ismét Ocskay lovasságával mérkőzött meg, majd a Muraközt foglalta vissza. Ezután ismét a Csallóközben találjuk hadával. 1708. augusztus 8-án,. Rákóczi serege ellen – a kurucokra nézve szerencsétlen végű trencséni csatában – ő ösztönözte Sigbert Heister császári fővezért a támadásra, míg ő maga a Pekri Lőrinc vezérlete alatt álló jobbszárnyra vetette magát, amivel a csata sorsát el is döntötte.
1709. április 24-én tábornagy – Rákóczi utódjaként – Sáros vármegye főispánja lett. 1710. március 28-án Felső-Magyarország hadainak főparancsnoka. Harcok idején Heister generális megbetegedett, a bécsi udvar őt akarta kinevezni helyére, de nem vállalta. Csak később, Savoyai Jenő unszolására engedett, s 1710 őszén átvette a magyarországi császári hadak fővezényletét. 1711-ben fontos szerepet játszott a szatmári béke megkötésében. Az 1710. év végén Károlyi Sándor az alkudozásokat Pálffyval megkezdte, azok  eredményeként Pálffy János és Rákóczi a vajai kastélyban (1711. január 31.) tárgyalt egymással. Mikor a személyes találkozásuknak Bécs a hírét vette, Savoyai Jenő – Pálffy legnagyobb pártfogója – fakadt ki a legjobban ellene (mert ő a harcban hitt és harcolni akart). A bécsi haditanács azonban most nem hallgatott Savoyaira. Anglia közbenjárására, I. József király február 14-én megadta Pálffynak a békekötési tárgyalások folytatására a felhatalmazást, de most már Locher Károly haditanácsost adták mellé, nehogy a magyarokkal szemben túlságosan engedékeny legyen. A békés megoldás elé – I. József váratlan halálával – új akadályok kerültek. Bécsben felülkerekedett a törlesztés és a bosszú vágya, Pálffyt vissza akarták hívni, s helyébe Jacob Joseph Cusani márkit akarták tenni; de Pálffy határozott hangvételű levelében figyelmeztette a bécsi udvart, hogy esetleges visszahívása milyen veszélyeket rejt magában. Eleonóra császárné régensként újból megerősítette őt a tárgyalásvezetői tisztében, melynek az 1711. április 29-én megkötött szatmári béke lett az eredménye. Pálffy János gróf a békekötés napján megtette írásos jelentését az új uralkodónak: III. Károly királynak, majd Bécsbe sietett az uralkodó fogadtatására.
A karlócai békét megszegő törökök miatt a háború 1715-ben kiújult. Károly király szövetségre lépett Velencével és az egész keresztény világot harcba hívta a törökök ellen. Savoyai Jenő fővezér Futakot jelölte ki gyülekezési helynek. Mellette első helyen ismét Pálffy János állt. A hadműveletek kezdetén már Pálffy gróf 1716. augusztus 2-án Karlócánál heves küzdelembe keveredett a benyomuló törökökkel, s augusztus 5-én Pétervárad alatt fényes győzelmet ért el az általa rohamra vezetett 21. lovasezreddel. A péterváradi csata után Jenő fővezér Temesvár bevételét tűzte ki feladatul, melynek első körülzárását szintén Pálffyra bízta, aki a vár felmentésére igyekvő, (Belgrád alól érkezett) török felmentőcsapatot is szétverte.
1717 tavaszán történt Belgrád visszafoglalása. Pálffy János könnyű lovassága augusztus 16-án nyitotta meg az összecsapást. Ez alkalommal megsebesült, de merész támadásának eredményeként Belgrád megadta magát. A török hadjárat a pozsareváci békekötéssel fejeződött be. Pálffy elhagyta a katonaságot, s hivatali pályára lépett. Mint horvát bán, rendkívüli szolgálatokat tett az uralkodónak a nőági örökösödésről szóló törvényjavaslat (Pragmatica sanctio) elfogadása érdekében. Előbb a horvát tartománygyűlésen fogadtatta el, majd Pozsonyban emelt szót mellette. Befolyásának köszönhető, hogy nemcsak Pozsony, hanem a többi szomszédos felvidéki vármegye is az elfogadás mellett döntött.

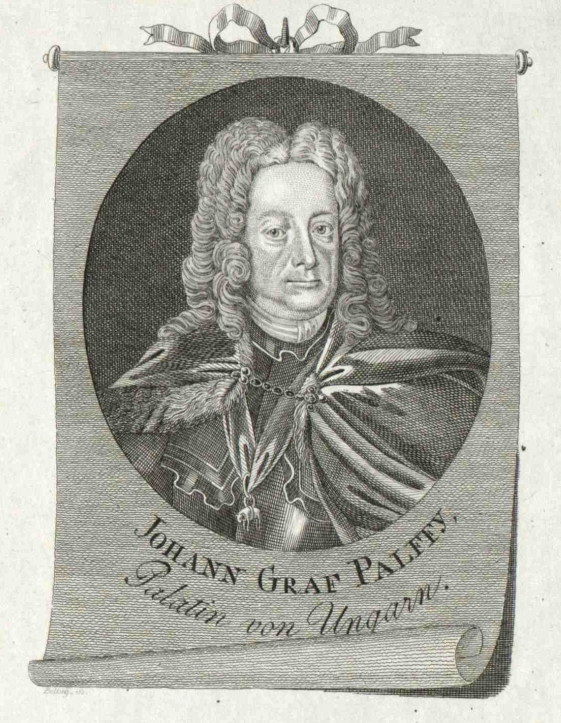
1741-ben a magyar rendek egyhangúlag Pálffy Jánost kiáltották ki nádorrá

Érdemei elismeréséül 1724. január 15-én királyi helytartótanácsossá, 1731. október 5-én, Koháry István helyébe országbíróvá, 27-én a Hétszemélyes Tábla bírájává, 1732. március 14-én Pozsony vármegye örökös főispánjává nevezték ki. 1734-ben a családja által addig zálogban bírt bazini és szentgyörgyi uradalmakat adományként megkapta.
Az 1736. évi török hadjárat alatti mellőzése sértette az önérzetét. Mindenki őt akarta fővezérnek, de a poszt mégis Lotaringiai Ferencé és Friedrich Heinrich von Seckendorff alvezéré (egykori berlini követé) lett. Pálffy Jánost mindez lesújtotta, de az uralkodó iránti hűségében nem ingatta meg. Kínos elégtételéül szolgált neki az idegen hadvezérek ügyetlen veresége, ami miatt Károly király az 1739-es belgrádi békekötésnél a Száván túl fekvő addig meghódított területekről kénytelen volt lemondani. A Pálffyval szemben elkövetett  méltatlanságot ellensúlyozandó, Károly király 1740. február 20-án az Aranygyapjas rendet adományozta neki. 76 évesen újranősült, Stubenberg Mária Juliannát vette feleségül.
Károly király az év októberében meghalt. A trón Mária Teréziára szállt, aki alig foglalta el azt, máris háború fenyegette. Pálffy nem maradt tétlenül.
1741. január 26-ára fegyverbe szólította az országot az ellenség ellen, kijelentve, hogy maga is táborba száll. Az országgyűlésben május 18-án megnyílt, a nádori poszt betöltése került napirendre. Négy jelölt (Esterházy József gróf, Révay Pál báró, Pálffy János gróf, Zay Imre) közül a rendek egyhangúlag Pálffy Jánost kiáltották ki nádorrá.
Ő koronázta meg június 26-án Esterházy Imre prímással Mária Terézia királynőt is.
Fegyveres haderőt szervezett, munkája eredményeként szeptember 11-én a rendek „Életüket és vérüket!” ajánlották fel az ingadozó trón megmentésére. Nádorként örömmel jelenthette az uralkodónak, hogy hű magyarjai felkészültek a védelemre.
1742 elején Mária Terézia királynő őt nevezte ki a magyarországi hadsereg fővezérévé. Ez a hadsereg becsülettel megállta a helyét és megmentette a trónt. A magyar sereg három nemzet előtt szerzett dicsőséget. Mária Terézia maga méltányolta legjobban a magyarok hősiességét és ennek jegyében az 1744. június 13-án Pálffyhoz intézett levelében meleg hangú köszönetet mondott.
Nagy Frigyes másodszor is betört Csehországba, Mária Terézia a főurak egy részét ismét Pozsonyba hívta. A második hadjáratban Pálffy személyesen kívánt részt venni és a királynő alig tudta a 80 éves aggastyánt szándékáról lebeszélni,
Gróf Pálffy János végre meghajolt a királynő kívánsága előtt, Mária Terézia egy gyémánttal kirakott kardot, egy nagy értékű gyémántgyűrűt és egy lovat küldött neki ajándékul, e sorok kíséretében:

„Mein Vater Pálffy! Ich sende Euch dieses Pferd, welches nur allein von dem Eifrigsten Meiner Unterthanen bestiegen zu werden würdig ist. Empfanget zugleich diesen Degen, um Mich wider Meine Feinde zu beschützen, und nehmt diesen Ring als das Kennzeichen Meiner gegen Euch tragenden Zuneigung an.
Pálffy Atyám! 
Küldöm ezt a harcedzett paripát, mely szilajságában önhöz méltó, a kardot, hogy ellenségtől megvédjen, gyűrűt pedig nagyrabecsülésem jeléül.”

A második hadjáratból is becsülettel tért vissza a magyar sereg és Pálffy, aki röviddel az aacheni béke után, 1751. március 24-én, 87 éves korában Pozsonyban elhalálozott, azzal a tudattal hunyta le szemét, hogy amiért egész életét, férfikora erejét és aggkora javát áldozta: a Habsburgok trónja biztosítva van.
Legnagyobb érdeme a szatmári béke, amely elejét vette a véres Habsburg bosszúnak, és megteremtette Magyarország loyalitását a Habsburg ház iránt. További tetteit ez (és hadvezéri teljesítményei) alapozták meg: 1722-ben nagy buzgalmat fejtett ki a Habsburg-ház leányági örökösödésének az országgyűléssel való elfogadtatása érdekében, ezért III. Károly király gazdagon megajándékozta. 1724-től a Helytartótanács tagja, 1731-től országbíró. Tisztségeiben magyarországi császári hadak főparancsnoka, nádor, Mária Terézia királynővé koronázója.
Életét tragédiák árnyékolták be: 1716-ban Péterváradnál elesett az unokaöccse, Pálffy (VI.) János, Miklós nádor fia, 1717-ben Belgrádnál a fia, Pálffy (VII.) János, 1733. október 3-án elhunyt a felesége. 1734-ben pedig a lengyel örökösödési háború során, Parma alatt elesett másik fia, Pálffy (VII.) Miklós is.

## Emlékezete
Carrarai márványból faragott életnagyságú szobrát felállították a Hadvezérek csarnokában, a bécsi Hadtörténeti Múzeumban.
1905 Budapest. Az Andrássy úti köröndön lovassági tábornoki egyenruhában, aranygyapjas renddel. Bronz, 275 cm magas szoboralak. Sennyey Károly alkotása
Felirata: 'GRÓF PÁLFFY JÁNOS'.